# Insula basilicale
L'insula basilicale est le nom donné par son inventeur Amable Audin à un site ayant accueilli plusieurs constructions romaines, dans le quartier antique de Fourvière à Lyon, en France. Surplombant le théâtre antique, il est fouillé à partir de 1925 par plusieurs archéologues puis largement dégagé par Audin entre 1965 et 1978. L'identification des ruines découvertes a fait l'objet d'interprétations diverses, tant historiques que spéculatives, mais leur destination reste inconnue. Ainsi, de nombreux noms ont été conférés à cet espace complexe dont insula basilicale augustéenne, temple de Cybèle, sanctuaire de Cybèle (ou pseudo-sanctuaire de Cybèle), prétoire d'Agrippa ou encore palais du gouverneur.
Si les premiers archéologues identifient un temple de Cybèle, Audin creuse plus profondément et pense trouver dans les couches inférieures une basilique civile associée à des locaux administratifs : il nomme l'ensemble « insula basilicale ». Dans les années 1990, Armand Desbat dirige de nouvelles études en utilisant les techniques modernes et conclut que les bâtiments précédemment supposés cultuels sont deux constructions qui se sont succédé à environ vingt années d'intervalle : une riche habitation, puis un grand édifice, probablement public, trop abîmé pour être identifié. Pour la première, une domus, dont la grande qualité et la structure font penser à un prétoire, a pu être le palais du gouverneur ou même le prétoire d'Agrippa. Un siècle plus tard, un réservoir contemporain de l'aqueduc du Gier est installé sur la partie occidentale du massif.
Ces vestiges sont classés Monument historique depuis 1983, tout comme le théâtre et l'odéon antiques qu'ils voisinent, classés par étapes en 1905, 1933 et 1935.

## Histoire
La première découverte sur la partie haute de la colline de Fourvière située derrière le théâtre antique a lieu en décembre 1704 dans les vignes d'un certain Monsieur Bourgeat : un autel taurobolique très bien conservé. C'est le plus ancien accessoire connu du culte dédié à Cybèle en Gaule, qui a été daté de l'an 160.
En 1925, Philippe Fabia et Camille Germain de Montauzan fouillent le site et découvrent des substructions épaisses qu'ils interprètent comme un temple de Cybèle, en rapprochement de l'autel taurobolique,. En 1943, Pierre Wuilleumier continue les recherches et dégage un mur de soutènement en façade long de 53 m à quelques mètres derrière le théâtre. D'autres éléments de construction, comme le massif quadrangulaire central, des alvéoles rectangulaires voûtées et des tambours de colonnes cannelés pouvant constituer une cella, semblent confirmer l'hypothèse d'un sanctuaire dédié à Cybèle.

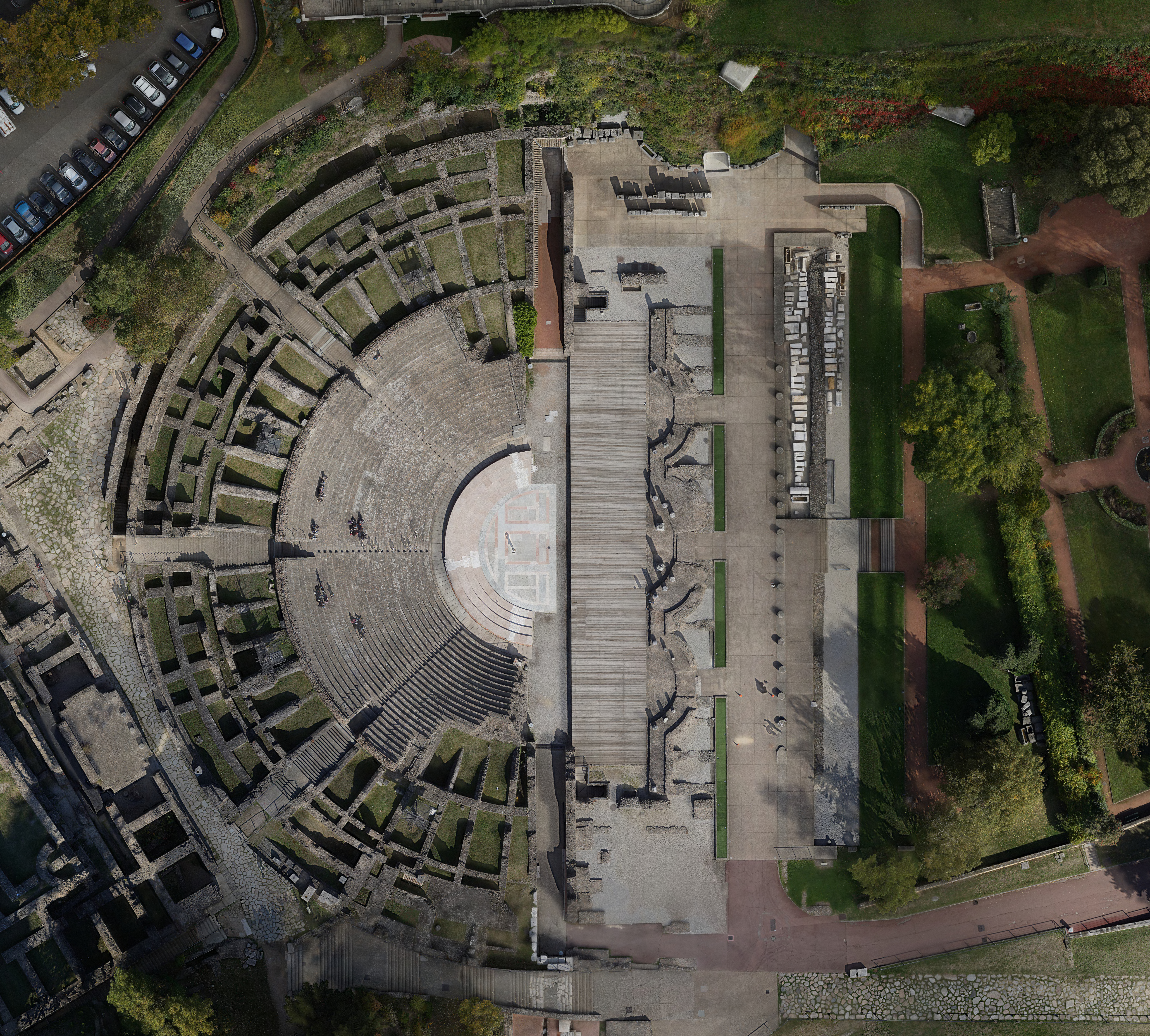
Place triangulaire découverte par Amable Audin (centre gauche), séparant l'insula basilicale du théâtre.

Entre 1965 et 1975, Amable Audin fouille ledit sanctuaire et ses alentours. Il trouve une place importante de forme triangulaire le séparant du théâtre, desservie par une rue venant de l'ancienne porte de Saint-Just. Sous le supposé sanctuaire, il identifie au centre de l'îlot une construction antérieure qu'il nomme insula basilicale : composée de deux niveaux avec une basilique civile et des locaux administratifs, elle aurait été abandonnée entre 121 et le milieu du IIe siècle, puis détruite pour construire le sanctuaire.
Pendant la même période, Audin découvre un quartier commercial à l'ouest de l'odéon, le long d'une rue montant de la porte de Narbonnaise vers le centre de la ville haute. Il identifie six boutiques installées sous un portique supporté par des colonnes, au-dessus duquel se trouvait un autre quartier.

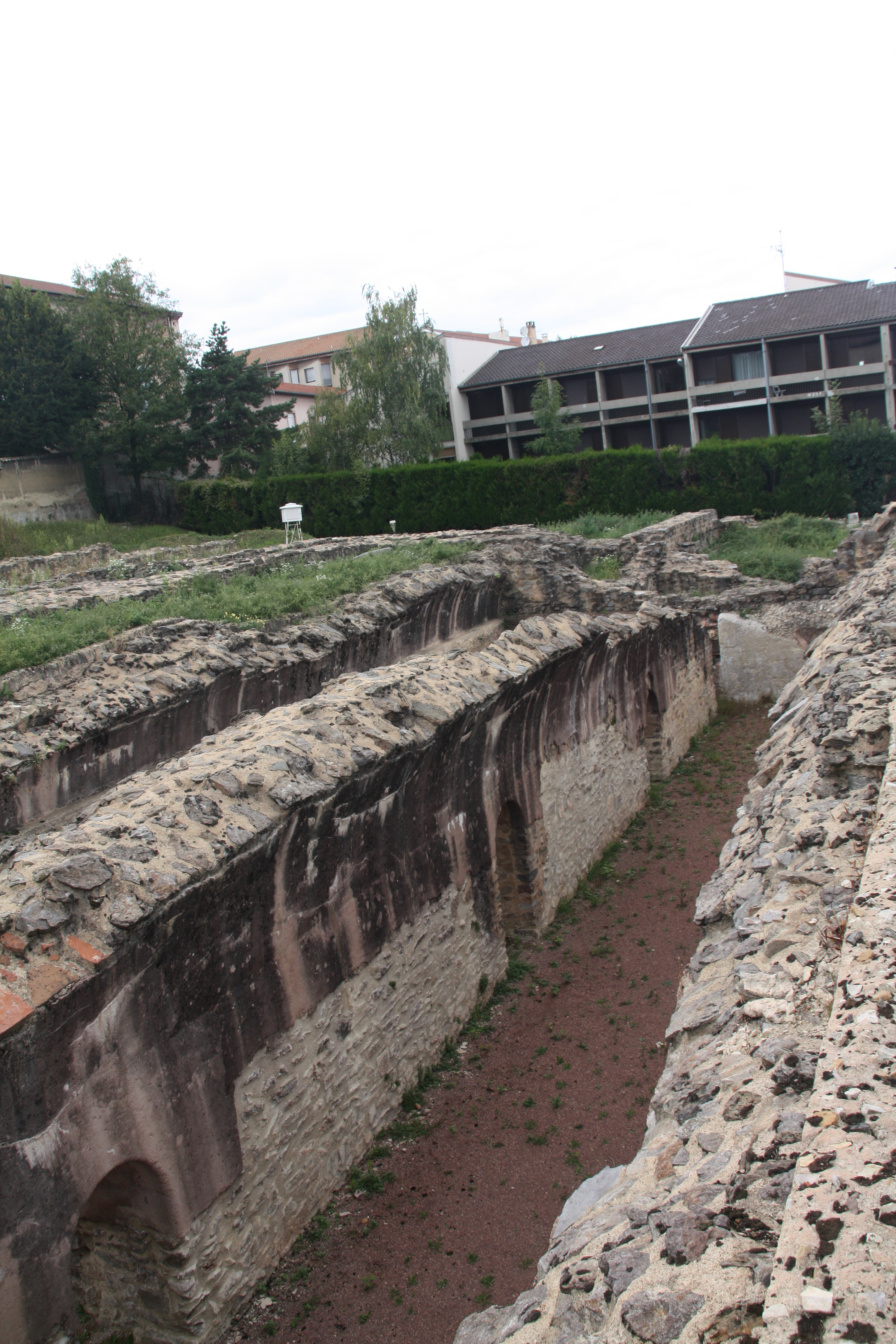
Ce réservoir double est considéré comme étant potentiellement le réservoir terminal de l'aqueduc du Gier.

Entre 1973 et 1978, Audin dégage les fondations d'un grand réservoir mesurant 26,15 × 9,15 m, composé de quatre murs d'une épaisseur de 0,92 m et d'un mur central d'une épaisseur de 1,23 m le coupant en deux. Des passages voûtés, un revêtement de mortier à tuileaux et une structure complexe de murs de schistes noirs entourant l'ensemble, ressemblent en tous points aux bassins de décantation à quatre chambres superposées deux à deux. Cela permet de l'associer à l'aqueduc du Gier, le seul assez haut pour arriver à cet endroit.
De 1991 à 2003, Armand Desbat confirme après plusieurs sondages l'ensemble de boutiques avec portique et le date autour de 30 av. J.-C.. Il trouve aussi une rue d'au moins 4 mètres de large, bordée d'un portique, qui longe la façade sud de l'insula. Cette rue comportait un égout en bois ; son premier sol de galets permet de la dater autour de 40 av. J.-C.. Desbat conclut que la basilique et les locaux administratifs esquissés par Audin ne sont que les différentes parties d'une grande résidence, et ce qui était considéré comme un temple de Cybèle est une nouvelle habitation construite en 20 av. J.-C..
La phase de construction antérieure à cet édifice est datée des années 40 av. J.-C., et correspond à un îlot de maisons « aux sols de terre battue, utilisant la tuile et décorées d'enduits peints, mais dont le plan précis reste inconnu ».
L'ensemble des vestiges fait l’objet d’un classement au titre des monuments historiques depuis le 20 octobre 1983.

## Description
L'étude de sondages au niveau de l'insula montre l'agrandissement d'un premier îlot, ainsi que la présence d'une terrasse à l'est, avec des dimensions pour l'ensemble de 37 m sur l'axe nord-sud et de 61 m sur l'axe est-ouest. En dehors de la façade occidentale qui a été détruite par la construction d'une double citerne, où était le vestibule, le reste du bâtiment a pu être restitué. L'atrium mesure 11,80 m de large, et donne à l'ouest sur un tablinum de 5 × 7 m. La deuxième plus grande pièce après l'atrium est un triclinium ou un œcus de 12 × 5,80 m. Deux ailes de même largeur entourent l'atrium : au nord, un espace thermal de deux pièces dont l'une contient des traces de pavement en mosaïque et l'autre est une salle chaude avec un hypocauste au sol et une exèdre dont le centre accueillait une piscine ou un labrum (petit bassin d'eau froide permettant de se rafraîchir après un bain chaud) ; l'aile sud forme un ensemble de chambres, antichambres et couloirs de tailles diverses desservi par un long couloir menant directement à la rue. Deux couloirs de part et d'autre du tablinum vont vers un péristyle en forme de U de 36 m ouvert à l'est,.
Fragments découverts en 1974 sur le site :

Fragment d'une mosaïque du balneum
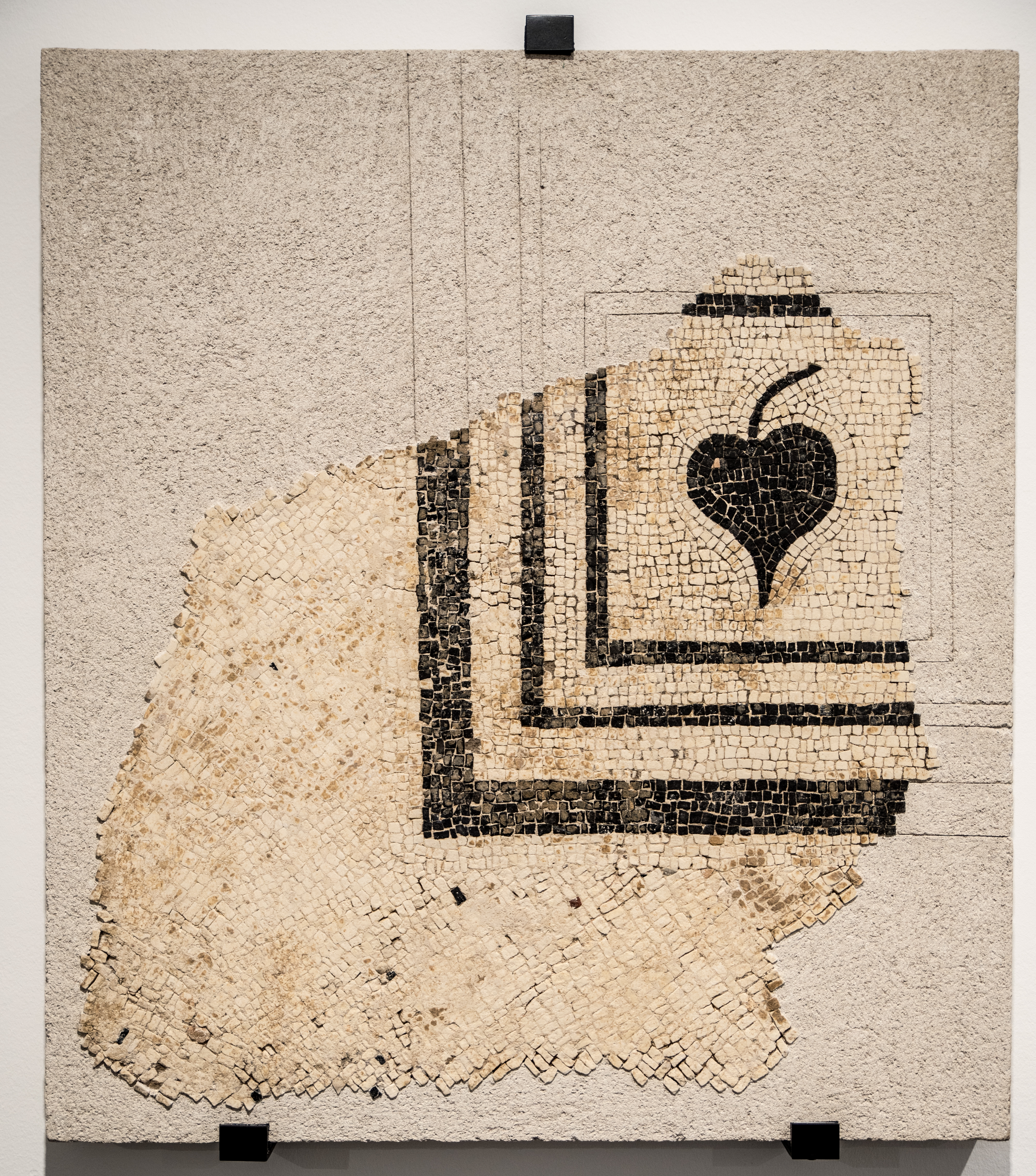
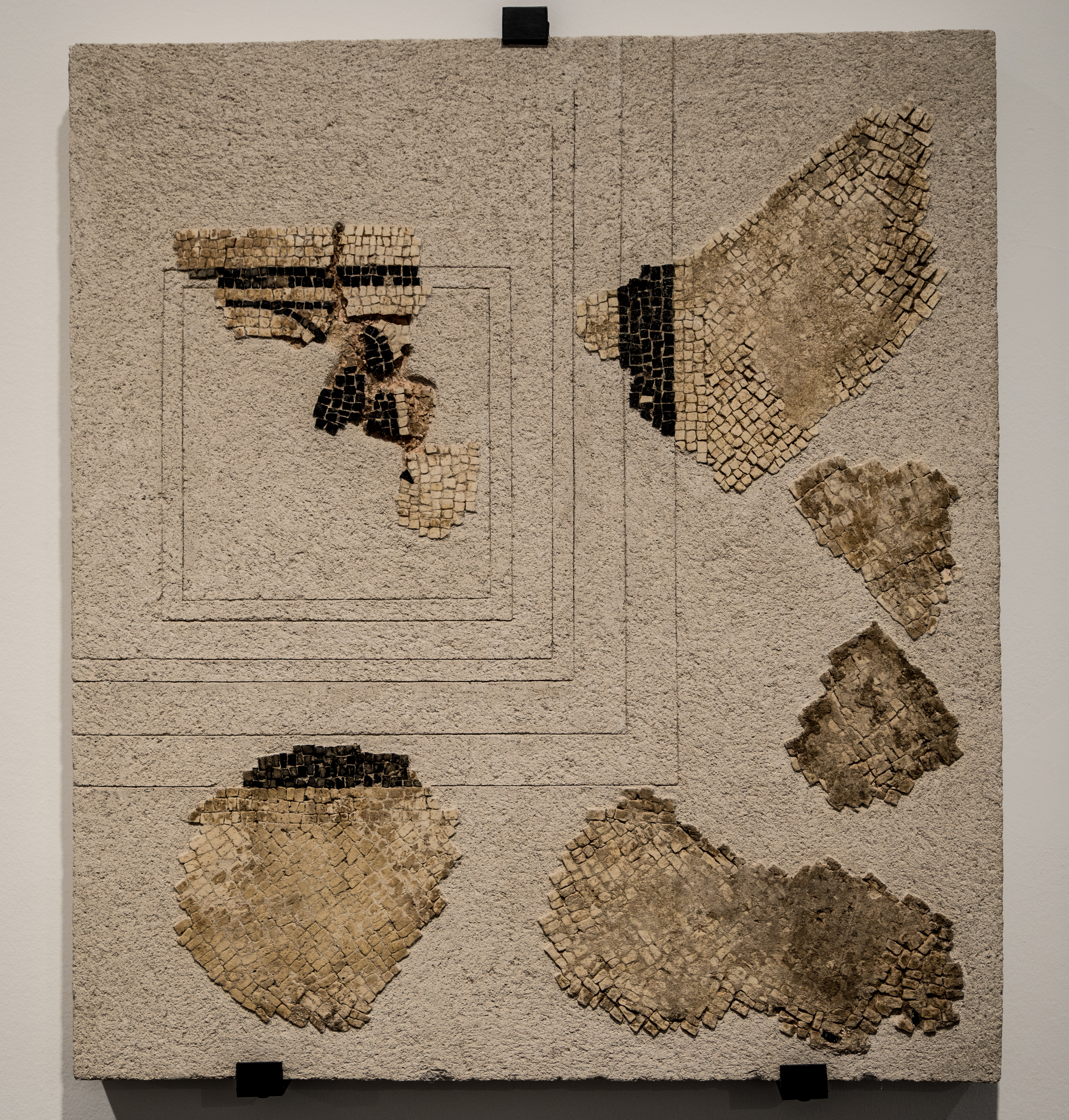

Peinture murale à décor de pygmées
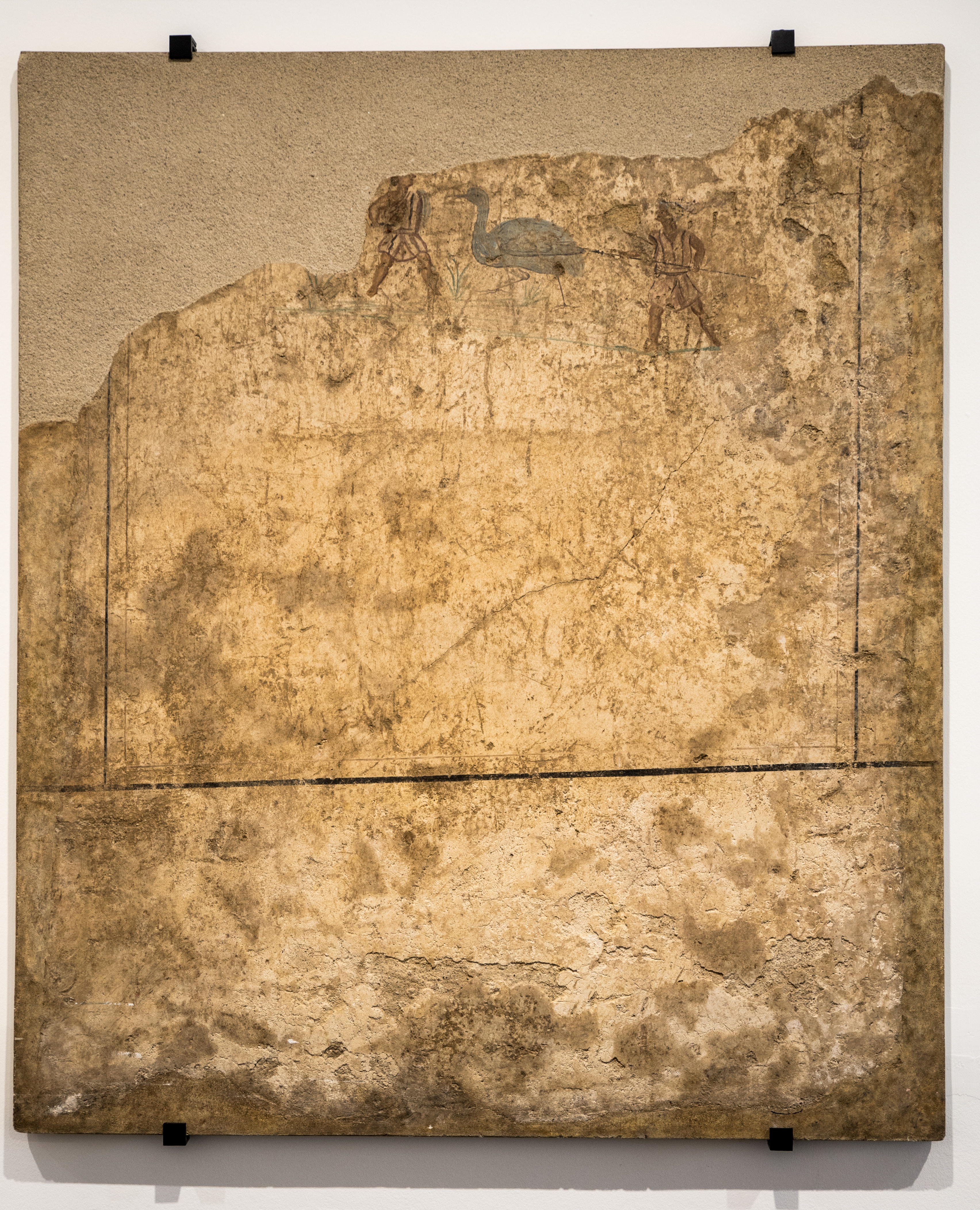

## Hypothèses

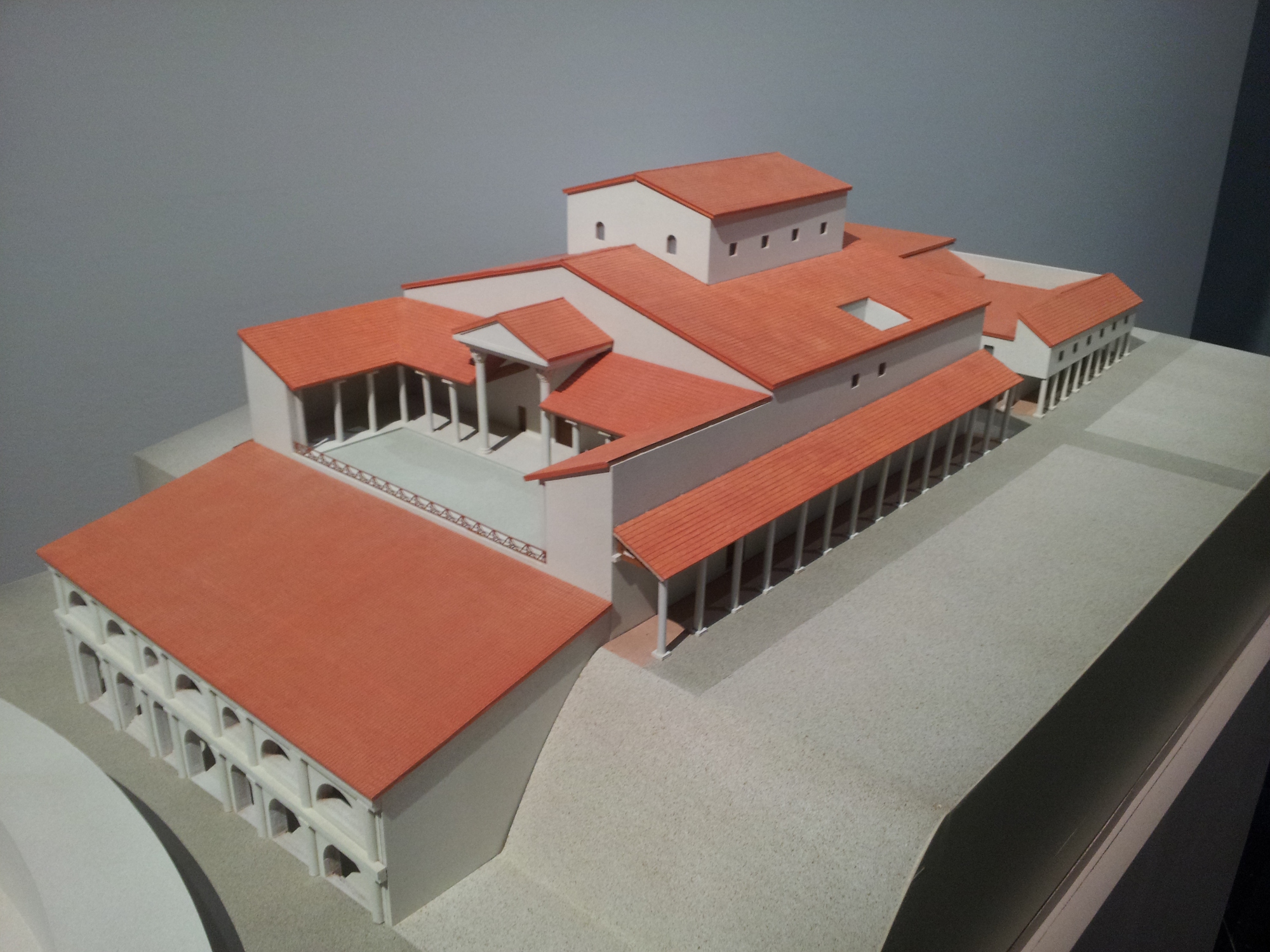
Restitution possible du « palais du gouverneur », maquette conçue par Armand Desbat en 2005.

Amable Audin décrit trois édifices successifs sur ce site : l'insula basilicale datant du début du Ier siècle, puis le réservoir de l'aqueduc du Gier construit vers 120, détruit à son tour en 160 pour construire le temple de Cybèle. Dans les années 1990, Armand Desbat réétudie le site dans sa totalité et regroupe l'insula et le pseudo-temple en une seule résidence agrandie dans une deuxième phase, l'ensemble ayant été remplacé ensuite par le réservoir construit pour l'aqueduc du Gier. Plusieurs éléments permettent d'évaluer la capacité de ce dernier à 1 500 m3 et le rapprochent par sa structure de l'aqueduc de l'Aqua Virgo de Rome. La découverte ultérieure, en contrebas de cette citerne, d'une canalisation d'égout de grand gabarit, puis des thermes de la rue des Farges sont des indices de l'existence d'un débit d'eau important dans le secteur, qui confortent l'hypothèse de réservoirs terminaux de l'aqueduc.
Les thèses d'Audin prévalurent jusqu’à sa mort en 1990, mais étaient déjà mises en doute par Charles Picard en 1955 et critiquées par Robert Turcan à partir de 1977, doute repris en 1988 par André Pelletier. Il fallut néanmoins attendre 1998 pour qu'un article d'Armand Desbat abandonne définitivement la datation et l'interprétation comme « temple de Cybèle » : l'emplacement exact de la découverte de l'autel taurobolique n'est pas connu, et le seul autre élément pouvant attester ce culte est une tête en marbre ressemblant à Cybèle trouvée dans le four à chaux de l'odéon. Mais cette identification est peu plausible. Et surtout, les études datent le bâti (hors réservoir) autour de 10 apr. J.-C., à la fin de l'époque augustéenne, contre l'année 160 pour l'autel. Enfin, le culte de Cybèle n'a probablement pas été introduit à Lyon avant le règne de l'empereur Claude.
Les recherches menées entre 1991 et 2003 mettent au jour trois phases distinctes de constructions antiques : d'abord des habitations privées en terre et en bois, puis un palais autour de 20 av. J.-C. identifié par Amable Audin comme une basilique avec ses annexes, et enfin, au début de notre ère, un édifice dont les restes assimilés dès leur découverte à un temple de Cybèle sont trop minces pour établir sa destination.
En ce qui concerne la majorité des ruines, l'importance, la qualité et l'emplacement de ce bâtiment laissent penser qu'il a pu être la résidence d'un personnage très important, comme le gouverneur. En effet, le plan des pièces est similaires aux maisons italiques, voire aux constructions de Vitruve. Il a aussi été surélevé d'environ 1,50 m au moment de son agrandissement, et dispose d'éléments uniques pour Lugdunum à l'époque tels les bains privés et les mosaïques.
D'autres éléments montrent une structure similaire aux prétoires, ce qui en ferait le palais du gouverneur de Lugdunum. Sachant qu'Agrippa gouvernait la Gaule et qu'il est passé à Lyon au moment de la deuxième phase des travaux (en 20 av. J.-C.), l'édifice a pu être son prétoire.
Pour la dernière phase, dessinée initialement dans un quadrilatère irrégulier de 63 × 53 m puis rapidement agrandie, il n'existe aucune citation dans l'épigraphie, ni statuaire ; ne présentant pas d'aménagements spécifiques, sa destination reste ouverte. Sa seule particularité est la découverte de fosses remplies de déchets de banquets et d'autres restes alimentaires courants.
Seules les fondations ayant été conservées, les hypothèses sur la forme et l'utilisation des murs sont nombreuses : un collège des Augustales, une schola (association d'artisans), un macellum, un armamentarium (entrepôt d'armes), une caserne des vigiles, ou même un sanctuaire de divinités orientales sont possibles.

## Période préhistorique
L'occupation du site remonte de façon inattendue à l’âge du bronze.

### L’âge du bronze
Une seule découverte archéologique de trace datant de l'âge du bronze a été retrouvée sur le site du pseudo-sanctuaire de Cybèle : une fosse à profil asymétrique. Elle a révélé des récipients destinés au stockage alimentaire et de la vaisselle pour la consommation et la préparation de la nourriture. En comparant avec la séquence chronologique et culturelle helvétique, Joël Vital estime que cette fosse date des environs du bronze final, entre 1150 et 1050 avant notre ère. La majeure partie des pièces s'insère parfaitement dans le groupe culturel Rhin-Suisse-France orientale.

### L’âge du fer
De rares objets sont contemporains des fossés du clos du Verbe incarné, notamment une fibule dite de Nauheim et des céramiques.